# FINA Water Polo World Cup 1991 (maschile)
La 7ª edizione della Coppa del Mondo maschile di pallanuoto, organizzata dalla FINA, è stata disputata a Barcellona, dal 16 al 21 luglio 1991.
Le squadre partecipanti sono state le prime otto classificate del recente Mondiale di Perth, ad eccezione dell'Italia, a cui è subentrata la Romania (9ª a Perth).

Gli Stati Uniti sono stati la prima formazione non europea a vincere il trofeo.

## Squadre partecipanti
- Australia
- Germania
- Jugoslavia
- Romania
- Spagna
- Stati Uniti
- Ungheria
- Unione Sovietica

## Turno preliminare

### Gruppo A
|    | Squadra          | Pti | G | V | N | P | GF | GS | Diff |  | Jugoslavia (bandiera) | Stati Uniti (bandiera) | Unione Sovietica (bandiera) | Romania (bandiera) |
| -- | ---------------- | --- | - | - | - | - | -- | -- | ---- |  | --------------------- | ---------------------- | --------------------------- | ------------------ |
| 1. | Jugoslavia       | 6   | 3 | 3 | 0 | 0 | 24 | 16 | +8   |  | X                     | 5-4                    | 8-7                         | 11-5               |
| 2. | Stati Uniti      | 3   | 3 | 1 | 1 | 1 | 25 | 16 | +9   |  | 4-5                   | X                      | 8-8                         | 13-3               |
| 3. | Unione Sovietica | 3   | 3 | 1 | 1 | 1 | 24 | 19 | +5   |  | 7-8                   | 8-8                    | X                           | 9-3                |
| 4. | Romania          | 0   | 3 | 0 | 0 | 3 | 11 | 33 | -22  |  | 5-11                  | 3-13                   | 3-9                         | X                  |

### Gruppo B
|    | Squadra   | Pti | G | V | N | P | GF | GS | Diff |  | Spagna (bandiera) | Ungheria (bandiera) | Australia (bandiera) | Germania (bandiera) |
| -- | --------- | --- | - | - | - | - | -- | -- | ---- |  | ----------------- | ------------------- | -------------------- | ------------------- |
| 1. | Spagna    | 5   | 3 | 2 | 1 | 0 | 36 | 27 | +9   |  | X                 | 9-9                 | 11-9                 | 16-9                |
| 2. | Ungheria  | 5   | 3 | 2 | 1 | 0 | 33 | 25 | +8   |  | 9-9               | X                   | 10-8                 | 14-8                |
| 3. | Australia | 2   | 3 | 1 | 0 | 2 | 22 | 25 | -3   |  | 9-11              | 8-10                | X                    | 5-4                 |
| 4. | Germania  | 0   | 3 | 0 | 0 | 3 | 21 | 35 | -3   |  | 9-16              | 8-14                | 4-5                  | X                   |

## Fase finale

### Semifinali
| 20 luglio 1991 | Jugoslavia | 6 – 5 | Ungheria |  |

| 20 luglio 1991 | Spagna | 5 – 6 | Stati Uniti |  |

#### 5º - 8º posto
| 20 luglio 1991 | Unione Sovietica | 9 – 8 | Germania |  |

| 20 luglio 1991 | Australia | 7 – 8 | Romania |  |

### Finali

#### 7º posto
| 21 luglio 1991 | Germania | 11 – 13 | Australia |  |

#### 5º posto
| 21 luglio 1991 | Unione Sovietica | 15 – 7 | Romania |  |

#### 3º posto
| 21 luglio 1991 | Ungheria | 10 – 11 | Spagna |  |

#### 1º posto
| 21 luglio 1991 | Jugoslavia | 5 – 7 | Stati Uniti |  |

## Classifica finale
| Pos. | Squadra          |
| ---- | ---------------- |
|      | Stati Uniti      |
|      | Jugoslavia       |
|      | Spagna           |
| 4    | Ungheria         |
| 5    | Unione Sovietica |
| 6    | Romania          |
| 7    | Australia        |
| 8    | Germania         |

## Fonti
- (EN) Todor66.com - Sport Statistics Archive, su todor66.com.